# Observatorul Apache Point

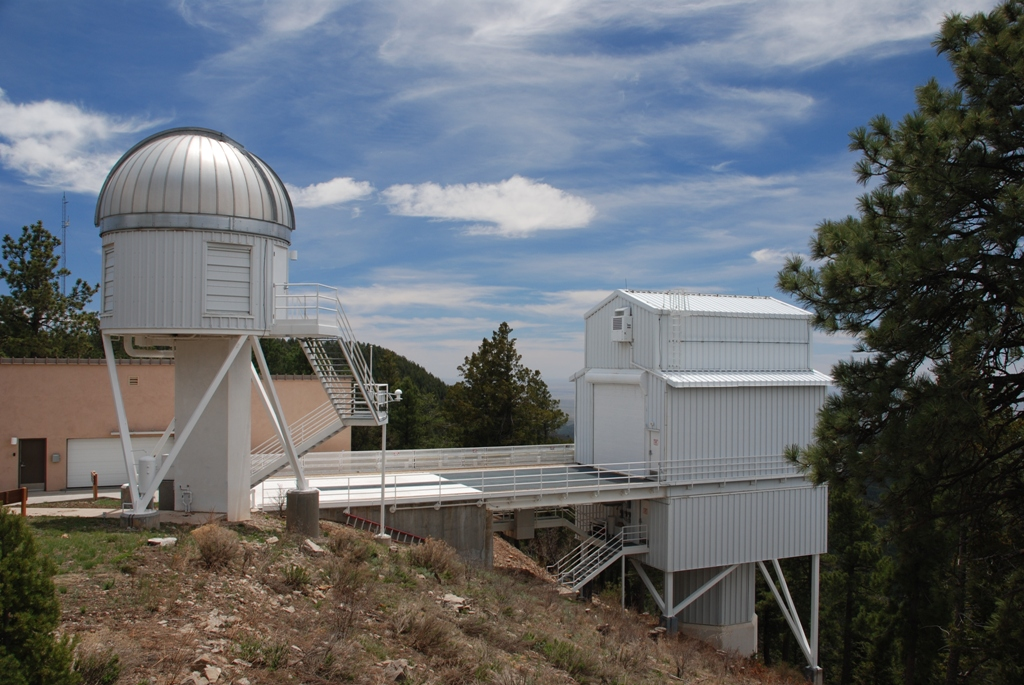
Telescopul ARC, de 3,5 m

Observatorul Apache Point este un observator astronomic situat în Monts Sacramento, aproape de Sunspot, la 29 km de Cloudcroft, în New Mexico (Statele Unite ale Americii).
Observatorul cuprinde un telescop de 3,5 m care aparține Consorțiului de Cercetare Astrofizică (ARC), telescopul de 2,5 m al programului Sloan Digital Sky Survey (SDSS) și telescopul de 1 m al Universității de Stat New Mexico. Ca la toate observatoarele profesioniste, accesul la telescoape este restrâns, dar publicul poate să se plimbe pe sit și să profite de centrul care include o machetă a telescopului de 3,5 m cât și de plăci care provin de la telescopul Sloan.
În 2004 telescopul de 3,5 m a fost modificat pentru a putea primi un laser în cadrul programului APOLLO al cărui scop este măsurarea distanței Pământ-Lună (cum se face acum la CERGA). Acest laser este operațional din 2005.